# Brachanthemum
Brachanthemum es un género de plantas pertenecientes a la familia Asteraceae. Comprende unas 10 especies originarias de China.

## Taxonomía
El género fue descrito por Augustin Pyrame de Candolle y publicado en  Prodromus Systematis Naturalis Regni Vegetabilis 6: 44. 1837[1838].

## Especies aceptadas
A continuación se brinda un listado de las especies del género Brachanthemum aceptadas hasta junio de 2012, ordenadas alfabéticamente. Para cada una se indica el nombre binomial seguido del autor, abreviado según las convenciones y usos:
- Brachanthemum baranovii (Krasch. & Poljakov) Krasch.
- Brachanthemum fruticulosum (Ledeb.) DC.
- Brachanthemum gobicum Krasch.
- Brachanthemum kasakhorum Krasch.
- Brachanthemum kirghisorum Krasch.
- Brachanthemum krylovii Sergievsk.
- Brachanthemum mongolicum Krasch.
- Brachanthemum mongolorum Grubov
- Brachanthemum pulvinatum (Hand.-Mazz.) C.Shih
- Brachanthemum titovii Krasch.